# أبياثار
أبياثار (بالعبرية: אֶבְיָתָר‏)، ومعناه «الأب الفاضل» أو «أبو الفضل»، في الكتاب المقدس العبري هو ابن أخيمالك، رئيس الكهنة في نوب، الرابع من أصل عالي وآخر رؤساء الكهنة من بيت الكاهن عالي.

## حسب الكتاب المقدس
كان أبياثار هو الناجي الوحيد من الكهنة الذين هربوا من مذبحة شاول في نوب، عندما قُتل والده وكهنة نوب بأمر شاول. وهرب إلى داود إلى كيلا.
انضم أبياثار إلى داود، والذي كان حينذاك في مغارة عدلام، وبقي مع داود، وأصبح كاهنًا لأتباعه. وظل في خدمة داود، خاصة في وقت تمرد أبشالوم.
عندما صعد داود إلى عرش يهوذا، تم تعيين أبياثار رئيسًا للكهنة، و«مستشارًا للملك». وفي هذه الأثناء أصبح صادوق من بيت ألعازار رئيس الكهنة. بينما تقول رواية أخرى أنه كان شريكًا مع صادوق في عهد الملك داود حتى عهد سليمان.
لما أراد أدونيا أن يخلف داود في الملك اشترك أبياثار مع يوآب بن صروية في مساعدته على تنفيذ مطمعه، ولكن هذه المحاولة باءت بالفشل وجلس سليمان على كرسي أبيه، وفي بداية ملك سليمان قام أدونيا بمحاولة أخرى فغضب سليمان عليه وأرسل وقتله وطرد أبياثار من الكهنوت، وأصبح بذلك آخر رؤساء الكهنة من بيت عالي.

## احتجاج يسوع بفعله من التوراة لخرق السبت
أشار يسوع إلى أبيثار في إنجيل مرقس 2: 26 في قصته مع داود في الهيكل، محتجا يسوع بذلك امام الفريسيون مبررا لفعل تلاميذه من قطف السنابل يوم السبت وهو ما كان يظهر انه محرمًا للفريسيين.

## روابط خارجية
- أبياثار على موسوعة بريتانيكا